# Pete Trewavas

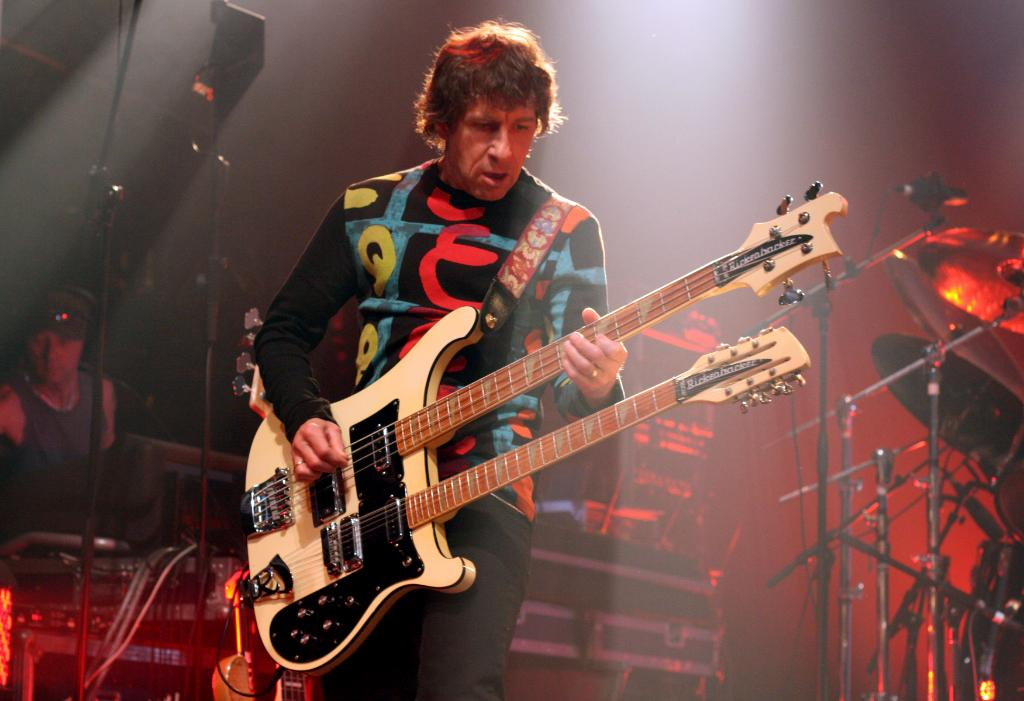
Trewavas mit Rickenbacker 4080/12 bei einem Marillion-Konzert 2009 in Montreal

Peter „Pete“ Trewavas (* 15. Januar 1959 in Middlesbrough, North Yorkshire als Peter John Trewavas) ist ein britischer Musiker. Er ist der Bassist der Progressive-Rock-Bands Marillion und Transatlantic.

## Biografie
Er verbrachte einen Großteil seiner Kindheit in Aylesbury, Buckinghamshire. Dort sammelte er auch seine ersten musikalischen Erfahrungen. In jungen Jahren hatte Trewavas ein paar Jahre Klarinetten-Unterricht und spielte zweite Klarinette im Schulorchester. Später war er in verschiedenen Bands aktiv, vor allem mit The Metros, mit denen er das Album Driving Us Crazy einspielte und 1982 in New York als Vorgruppe von Duran Duran auftrat. Im selben Jahr schloss er sich der britischen Neo-Prog-Band Marillion an, wo er von Diz Minnett den Posten des Bassisten übernahm, den er bis heute bekleidet.

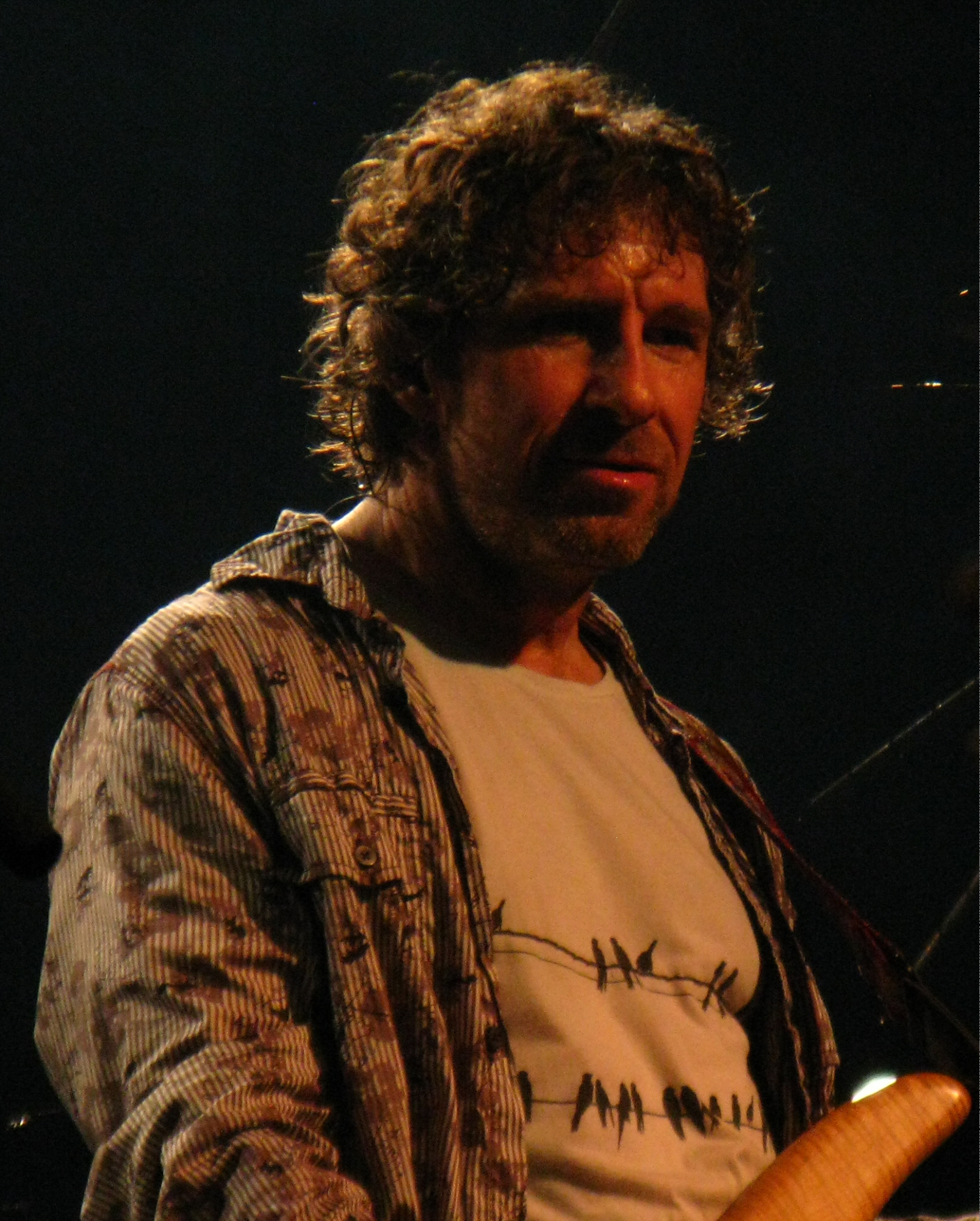
Trewavas auf Tour mit Transatlantic (2010)

Im Jahr 1986 spielte er auf dem Album Feedback des ehemaligen Genesis-Gitarristen Steve Hackett als Gastmusiker. Mit Ian Mosley von Marillion und dem französischen Gitarristen und Pianisten Sylvain Gouvernaire spielte er unter dem Namen Iris 1996 das Instrumental-Album Crossing the Desert ein. Ebenfalls als Gastmusiker spielte Trewavas 1996 auf dem Album Carnival of Souls von The Wishing Tree, einem Projekt seines Marillion-Bandkollegen Steve Rothery. Im Jahr 2000 spielte er für Ian Mosley & Ben Castle auf dem Album Postmankind.
Trewavas ist seit 2000 außerdem Mitglied der Progressive-Rock-Supergroup Transatlantic, die er mit Neal Morse (ehemals bei Spock’s Beard), Roine Stolt (The Flower Kings) und Mike Portnoy (Dream Theater, Transatlantic) gründete. Mit Transatlantic veröffentlichte er bisher fünf Studio- und diverse Live-Alben. Im Jahr 2004 gründete er mit John Mitchell (Arena, Frost*, Lonely Robot), John Beck, Bob Dalton (beide It Bites) und Chris Maitland (ex-Porcupine Tree) die Neo-Prog-Band Kino. Das Debüt-Album Picture wurde 2005 veröffentlicht.
Trewavas spielte außerdem bei ProgAID, dem Benefiz-Projekt für die Opfer des Seebebens im Indischen Ozean 2004. Die zugehörige E.P. ProgAID – All Around The World erschien 2005. Im Jahr 2007 war er Gastmusiker bei der englischen Progressive-Rock-Band Big Big Train auf dem Album The Difference Machine.
Seit einigen Jahren spielt er mit Steve Rothery und Steve Hogarth von Marillion unter dem Namen Los Trios Marillos vereinzelte Akustik-Konzerte in kleinem Rahmen, auf denen im Wesentlichen Marillion-Songs gespielt werden.
Bereits 2006 gründete Trewawas mit dem Gitarristen Eric Blackwood die Formation Edison's Children. Im November 2011 wurde die erste CD mit dem Titel "In The Last Waking Moments" veröffentlicht.
Pete Trewavas ist verheiratet und hat zwei Kinder.

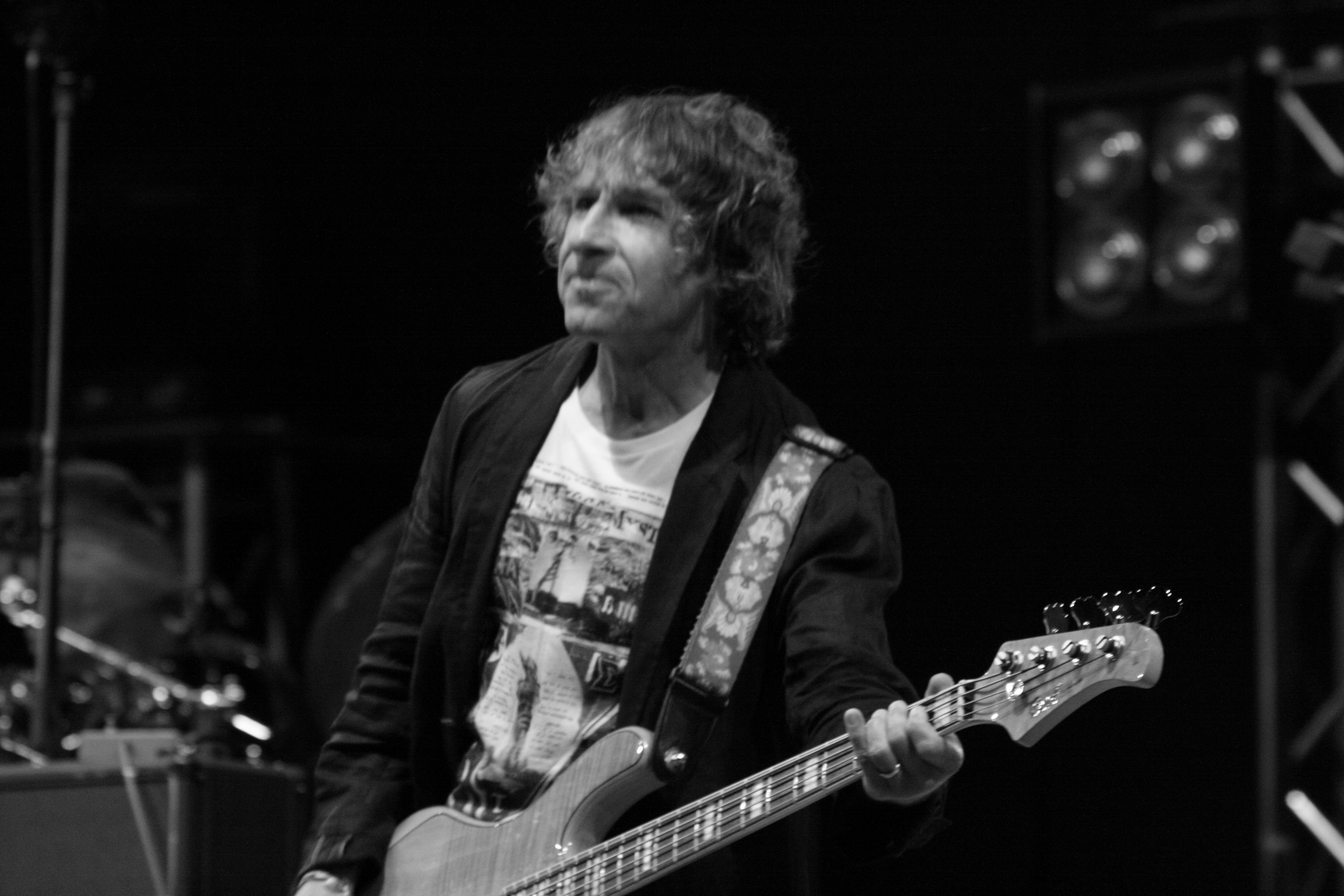
Trewavas 2010 auf der Loreley mit Marillion

## Musikalisches Wirken
Obwohl er in erster Linie Bass-Gitarrist ist, spielt er auch Bass Pedals und hat Keyboard-Parts für Transatlantic komponiert. Er spielt außerdem gelegentlich E-Gitarre sowie Akustik-Gitarre bei einigen Marillion-Songs (z. B. „Faith“ und „Now She’ll Never Know“) und übernimmt Backing Vocals. Bei der Demo-Version eines Kino-Songs auf dem Album Cutting Room Floor sowie beim Transatlantic-Song „Lending A Hand“ auf der Bonus-CD zu The Whirlwind ist er auch als Lead-Sänger zu hören.
Nach Künstlern befragt, die ihn inspiriert oder beeinflusst haben, nennt er Paul McCartney, John Lennon, Chris Squire und Mike Rutherford. Trewavas bezeichnet sein Bass-Spiel weniger als stilorientiert, eher als gefühlsorientiert. In einem Interview sagte er: “I really just kind of got into listening to music and stuff, trying to evolve. For me it’s not about styles – it’s about feel.”

## Diskografie

### Mit The Metros
- Driving Us Crazy (1981)

### Mit Marillion
Pete Trewavas ist bis dato auf allen Marillion-Veröffentlichungen zu hören.

### Mit Iris
- Crossing the Desert (1996)

### Mit Transatlantic
- SMPTe (2000)
- Live in America (2001)
- Bridge Across Forever (2001)
- SMPTe – The Roine Stolt Mixes (2003)
- Live in Europe (2003)
- The Whirlwind (2009)
- Whirld Tour 2010 – Live from the Shepard’s Bush Empire, London (2010)
- More Never Is Enough: Live in Manchester & Tilburg 2010 (2 DVDs, 3 CDs) (2011)
- Kaleidoscope (2014)
- KaLIVEoscope: Live in Tilburg und Köln (z. B. Special Edition mit 1 DVD + 3 CDs) (2014)
- The Absolute Universe (als "abridged" und "extended" version) (2021)

### Mit Kino
- Picture (2005)
- Cutting Room Floor (Live and Demos Compilation) (2005)
- Radio Voltaire (2018)

### Mit Edison's Children
- In The Last Waking Moments ... (2011)
- The Final Breath Before November (2013)
- Somewhere Between Here and There (2015)
- The Disturbance Fields (2019)

### Robin Boult & Pete Trewawas
- Acoustic Industry (2011)

### Als Gastmusiker
- Steve Hackett - Feedback (1986)
- The Wishing Tree - Carnival of Souls (1996)
- Ian Mosley & Ben Castle - Postmankind (2001)
- ProgAid - All Around The World E.P. (2007)
- Big Big Train - The Difference Machine (2007)

## Equipment
Pete Trewavas benutzt Laney-Verstärker und Ibanez-Bassgitarren.

### Verstärker
- Laney B2 Power Amp & Cabinets
- Laney RWB300 Combo

### Instrumente
- Ibanez-RDB-Bass
- Fender Precision Bass
- Fender Jazz Bass
- Squier Precision Bass
- Squier Jazz Bass
- Rickenbacker 4080/12 (Doppelhalsgitarre mit 4-saitigem Bass und 12-saitiger Gitarre), s. Foto

### Effekte & Zubehör
- Elites-Stadium-Series-45-105-Saiten
- TC Electronic D-Two Multi-Tap Rhythm Delay Processor
- Diverse Boss Effect Pedale: (z. B. Delay, EQ, Chorus, Distortion, Octaver)
- Sennheiser Wireless System
- Roland PD5 Bass Pedals Controller
- "Ultimate Ears" in-ear speaker technology for live monitoring